# O2 Slovakia
O2 Slovakia, s.r.o. (původně: Telefónica Slovakia) je společnost poskytující služby mobilní telefonie a mobilních datových přenosů na bázi GSM a UMTS. Operátor spustil komerční provoz v síti GSM 2. února 2007, síť UMTS byl O2 povinen spustit do 7. září 2007. O2 Slovakia eviduje přes 1,6 mil. aktivních SIM karet, což představuje téměř čtvrtinový podíl na trhu (2Q/2014).
Společnost získala licenci na provovozování služeb od Telekomunikačního úřadu SR – síť GSM (v pásmech 900 a 1800 MHz), a síť UMTS (3G) 7. září 2006. Síť GSM a UMTS buduje od roku 2006 pomocí technologie finské společnosti Nokia.

## Předvolby
Telekomunikačný úrad Slovenskej republiky přidělil operátorovi předvolby – (prefix), kterou budou identifikovaní zákazníci operátora.
- 0940 – pro digitální síť GSM a UMTS
- 0944 – pro digitální síť GSM a UMTS
- 0948 – pro digitální síť GSM a UMTS
- 0949 – pro digitální síť GSM a UMTS

V síti O2 je možný přenos čísla do sítě konkurenčních mobilních operátorů. Příslušnost k operátorovi je nutné ověřovat na infolince operátora, nebo přes internetové stránky operátora. Kromě toho je možné aktivovat službu „Kam volám,“ díky které je volající automatickou hláskou upozorněn na skutečnost, že volá na číslo mimo vlastní síť.

## Vlastnické vztahy
100% vlastníkem společnosti O2 Slovakia, s.r.o je společnost O2 Czech Republic a. s. Většinovým vlastníkem O2 Czech Republic je finanční skupina PPF (84,91 %).
Od 12. prosince 2002 do 7. července 2006 působila spoločnosť pod obchodním názvem Czech Telecom Slovakia s.r.o. Změna názvu na Telefónica O2 Czech Republic nastala 8. července 2006 změna i na Slovensku. Chybou zápisu v obchodním rejstříku měla od 8. července do 8. srpna 2006 společnost zapsaný název Telefónica 02 Slovakia (nuladva). Od 9. srpna 2006 na Slovensku působila Telefónica O2 Slovakia, se sídlom v Bratislavě. Dne 10. května 2011 společnost změnila název rozhodnutím globálního vlastníka Telefónica S.A. na Telefónica Slovakia, s.r.o.
Dne 4. 6. 2014 se společnost Telefónica Slovakia, s.r.o. přejmenovala na O2 Slovakia, s.r.o.